# Aykut Akgün
Aykut Akgün (sinh 18 tháng 9 năm 1987) là một cầu thủ bóng đá Thổ Nhĩ Kỳ. Anh đang thi đấu ở vị trí tiền vệ tấn công cho câu lạc bộ Eskişehirspor.